# Glen Eberle
Glen Richard Eberle (* 6. Mai 1963 in Bellevue, Washington) ist ein ehemaliger US-amerikanischer Biathlet.

## Leben
Glen Eberle qualifizierte sich 1984 für die Olympischen Winterspiele in Sarajevo. Dort startete er im Einzelrennen über 20 Kilometer und belegte am Ende den 33. Platz. Ein Jahr später nahm er an den Biathlon-Weltmeisterschaften 1985 in Ruhpolding teil, wo er in allen drei Rennen zum Einsatz kam. Im Sprint wurde er 51., im Einzel 59. sowie 13. mit der US-Staffel. 1986 kamen am Holmenkollen in Oslo die Ränge 57 im Einzel und 62 im Sprint hinzu. Letzte internationale Meisterschaften wurden die Biathlon-Weltmeisterschaften 1987 im heimischen Lake Placid. Eberle wurde einzig im Einzel eingesetzt, bei dem er den 50. Platz belegte.
Eberle hat 1985 sein Studium am Dartmouth College abgeschlossen und sich anschließend der Entwicklung von Gewehrkolben verschrieben. Er entwarf seinen eigenen Kolben aus Verbundmaterialien.
2003 gründete er die Firma Eberlestock USA LLC, welche sich der Produktion von Rucksäcken und ähnlichem widmet.